# Слот, Йёрн
Йёрн Слот (дат. Jørn Sloth; род. 5 сентября 1944, Шёринг) — датский шахматист, гроссмейстер ИКЧФ (1978). Преподаватель русского языка и математики. Победитель 8-го чемпионата Европы (1971—1975) и 8-го чемпионата мира (1975—1980) в игре по переписке. Участник ряда очных и заочных международных соревнований. 